# 托盘

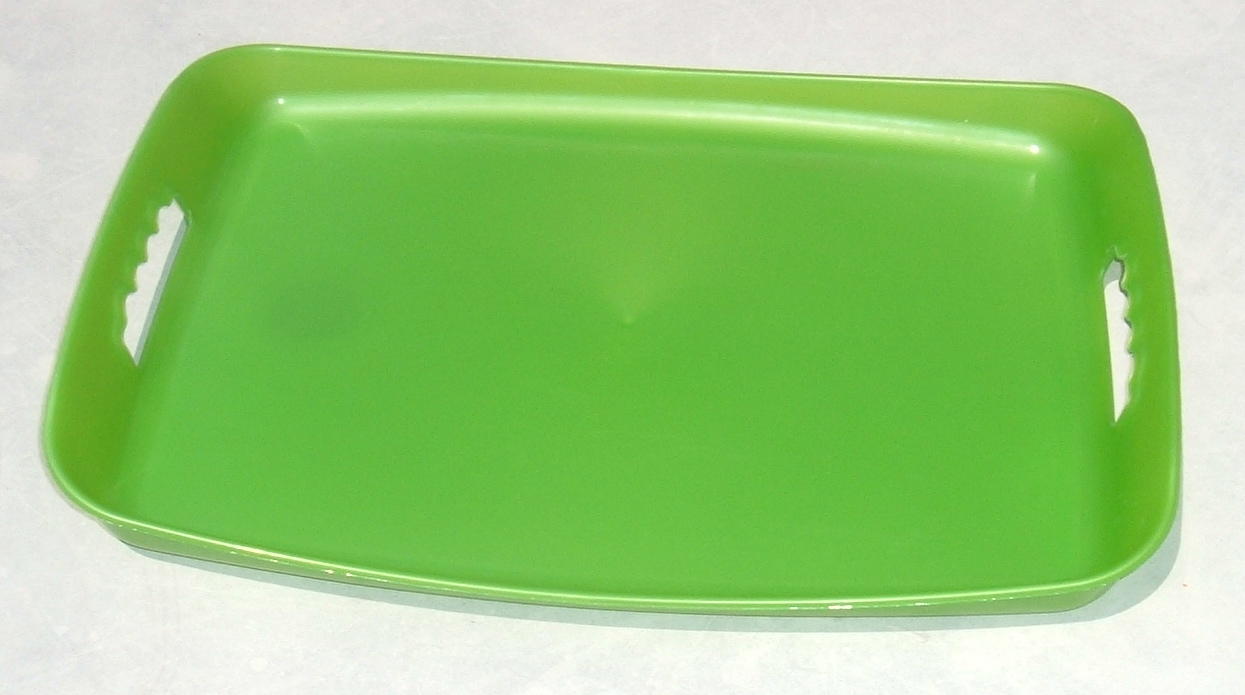
塑膠製托盤

托盘是装食物和餐具的一个盘子，常见于餐馆和酒店，方便一次运送多个餐具或食物，托盘通常使用木材、塑料、金属制成，形状有长方形、圆形、椭圆形。